# Северное братство
«Се́верное бра́тство» — русское националистическое движение. Идеологической базой движения являлись книги серии «Сварогов квадрат», «Технотронная Авеста», программа «НОРНА» и ряд иных материалов националистического характера.
Организация не зарегистрирована в органах юстиции. «Северное братство» декларирует непризнание государственной власти России и отказывается исполнять её предписания.
Согласно заявлению заместителя генерального прокурора России Виктора Гриня, Генеральная прокуратура относит «Северное братство» к наиболее активным объединениям России наравне с организациями: «Национал-социалистическое общество», «Движение против нелегальной иммиграции», «Славянский союз», «Армия воли народа». 6 августа 2012 года Московский Городской суд запретил межрегиональное общественное объединение по запросу прокуратуры, признав его экстремистским.

## Дело Мухачёва
4 августа 2009 года сотрудниками ФСБ в городе Железнодорожный (Московская область) был задержан предприниматель Антон Мухачёв, который, по информации Петра Хомякова, сообщённой последним в правоохранительные органы, является лидером этой организации. Вместе с Мухачёвым была задержана его жена, Ольга Касьяненко, которая в прессе также называлась националисткой, однако она была отпущена после допроса в связи с отсутствием на неё какого-либо материала, достаточного для возбуждения уголовного дела. 11 августа Лефортовским районным судом Москвы был санкционирован арест Мухачёва.
Антон Мухачёв обвиняется по части 1 статьи 282 УК РФ (организация экстремистского сообщества, то есть «Северного братства»). Следствие считает, что целью организации было свержение государственного строя путём революции. Кроме того, Мухачёву вменяется в вину создание интернет-проекта «Большая игра», который, согласно выводам экспертов, способствует разжиганию межнациональной вражды.
Участники «Большой игры» выполняли разнообразные задания и отчитывались организаторам, за что им начислялись баллы. Задания, как правило, представляли собой нападения на выходцев из стран СНГ, которых организаторы называли «пришельцами». В «Игре» было, например, такое задание: «Прислать фрагмент кино с броском мощной петарды в киоск пришельцев, по сценарию дверь киоска должна быть заблокирована».
Затем Мухачева также обвинили в мошенничестве. Как считают следователи, он незаконно присвоил 2 млн 884 тыс. рублей, предоставив в бухгалтерию своего торгового дома на территории Ногинского района договор об услугах, которые никто никогда никому не предоставлял.
Само «Северное братство» отрицает не только причастность Мухачева к руководству СБ, но и вообще членство Мухачева в СБ.
Один из лидеров Движения против нелегальной иммиграции (ДПНИ) Александр Белов (Поткин) назвал Мухачёва своим бывшим сторонником, который в иерархии движения дошёл до кандидата в члены центрального совета и охарактеризовал его так: «хороший бизнесмен и прекрасный пропагандист наших взглядов, но мы разошлись в методах — он обвинял меня и организацию в недостаточной радикальности».

## История
В 2006 году к организации присоединился профессор в области теории системного анализа Пётр Михайлович Хомяков.
«Северное братство» окончательно оформилось как самостоятельная организация в результате раскола ДПНИ в декабре 2006 года.
Ранее, до раскола ДПНИ, СБ было частью ДПНИ, его радикальным языческим крылом.
В начале 2009 года Хомяков П. М. был изгнан из СБ из-за неудавшейся попытки «слить» организацию.
В 2009 году к «Северному братству» присоединилась Партия свободы в качестве одного из участников проекта «Русовы Круги»; она и раньше поддерживала «Северное братство», участвуя в «Большой игре», размещая информационные материалы СБ на своих сайтах, многие выходцы из Партии Свободы стояли у истоков «Северного братства».

## Цели и основные принципы
«Северное братство» декларирует в качестве цели приход к власти на территории России после распада государства и построение моноэтнического, технократического русского национального государства под условным названием «Светлая Русь».
Организация проповедует «русский сепаратизм», выражающийся лозунгом «Русь против России»: она выступает за отделение от России Северного Кавказа и других субъектов федерации с преобладающим нерусским населением.
Для приближения революционной ситуации в Российской Федерации СБ предполагает использовать своих агентов влияния в силовых структурах РФ, замаскированный подкуп представителей власти и сепаратистские настроения региональных элит, а также так называемый проект «раскачки Системы» «Большая игра».

## Структура
Сетевая структура, состоящая из независимых ячеек. Большинство членов организации анонимны и действуют как автономные единицы.
Точных данных о количестве членов нет в силу используемой автономной структуры. Некоторое количество членов находится за пределами Российской Федерации, составляя «Иностранный легион» СБ.